# World XV
World XV è una selezione internazionale di rugby formata da giocatori provenienti dalle federazioni di tutto il mondo. La squadra non ha un vero e proprio calendario e dei giocatori tesserati, ma viene costituita occasionalmente dall'International Rugby Board in eventi particolari o celebrazioni importanti.

## Storia
La prima selezione denominata World XV fu costituita nel 1977 per recarsi in Sudafrica (all'epoca sottoposto a un duro boicottaggio). In questa occasione la squadra allenata da Syd Millar e capitanata da Willie John McBride perse l'incontro 45-24, ma disputò comunque una buona partita grazie alla presenza in campo di giocatori molto importanti come Hugo Porta, Gareth Edwards, Paul McLean e Jean-Pierre Rives.
Nel 1980 e nel 1983 la selezione fu nuovamente rimessa in piedi per affrontare in entrambi i casi l'Argentina (anch'essa in una situazione politica delicata a causa del regime di Jorge Rafael Videla) per degli incontri di beneficenza, anche stavolta i giocatori della selezioni mondiale furono sconfitti in entrambe le occasioni per 22-36 e 20-28.
Nel 1989 fu organizzato il primo tour in Sudafrica. Durante il tour furono disputati tre incontri contro selezioni locali, e il World XV ne vinse due ma perse tutti i due incontri con gli Springboks. Tre anni dopo la squadra ottenne la sua prima vittoria, contro gli All Blacks, in un tour in Nuova Zelanda che comunque il World XV perse per 2-1.
Dopo aver disputato alcune amichevoli saltuarie la squadra nel 2006 ha affrontato un nuovo tour in Sudafrica, ma anche stavolta hanno perso entrambe le partite contro la nazionale locale.
L'ultima apparizione della squadra risale al 15 agosto 2015, negli incontri di preparazione della Coppa del Mondo 2015 in cui il World XV è tornato alla vittoria sconfiggendo 45-20 il Giappone.

## Incontri
| Data             | Luogo          | Impianto                 | Avversario           | Risultato | Allenatore                   | Capitano            |
| ---------------- | -------------- | ------------------------ | -------------------- | --------- | ---------------------------- | ------------------- |
| 27 agosto 1977   | Pretoria       | Loftus Versfeld          | Sudafrica            | 24-45     | Syd Millar                   | Willie John McBride |
| 9 agosto 1980    | Buenos Aires   | Ferrocaril Oeste         | Argentina            | 22-36     |                              | Jean-Pierre Rives   |
| 25 giugno 1983   | Buenos Aires   | Stadio Atlanta           | Argentina            | 20-28     |                              |                     |
| 15 maggio 1988   | Sydney         | Concord Oval             | Australia            | 38-42     |                              | Hugo Porta          |
| 26 agosto 1989   | Città del Capo | Newlands                 | Sudafrica            | 19-20     | Bob Templeton                |                     |
| 2 settembre 1989 | Johannesburg   | Ellis Park               | Sudafrica            | 16-22     | Bob Templeton                |                     |
| 18 aprile 1992   | Christchurch   | Lancaster Park           | Nuova Zelanda        | 28-14     | Bob Templeton                |                     |
| 22 aprile 1992   | Wellington     | Athletic Park            | Nuova Zelanda        | 26-54     | Bob Templeton                |                     |
| 25 aprile 1992   | Auckland       | Eden Park                | Nuova Zelanda        | 15-26     | Bob Templeton                |                     |
| 14 aprile 1999   | Buenos Aires   | Stadio Atlanta           | Argentina            | 31-49     | Bob Templeton                |                     |
| 3 giugno 2006    | Johannesburg   | Ellis Park               | Sudafrica            | 27-30     | Bob Dwyer                    | Justin Marshall     |
| 3 dicembre 2006  | Leicester      | Leicester City Stadium   | Sudafrica            | 7-32      | Bob Dwyer                    | Lawrence Dallaglio  |
| 17 maggio 2008   | Cardiff        | Millennium Stadium       | Galles               | 57-65     | Mike Ruddock                 | Justin Marshall     |
| 31 luglio 2008   | Nukuʻalofa     | Teufaiva Stadium         | Coronation Tongan XV | 26-60     |                              | Colin Charvis       |
| 7 giugno 2014    | Città del Capo | Newlands                 | Sudafrica            | 24-45     | Nick Mallett                 | Matt Giteau         |
| 11 luglio 2015   | Città del Capo | Newlands                 | Sudafrica            | 10-46     | Robbie Deans Bernard Laporte | Bakkies Botha       |
| 15 agosto 2015   | Tokyo          | Stadio Principe Chichibu | Giappone             | 45-20     | Robbie Deans                 | Bakkies Botha       |

## Bilancio
| Avversario    | Giocate | Vinte | Perse | Pareggi | % Vitt |
| ------------- | ------- | ----- | ----- | ------- | ------ |
| Argentina     | 3       | 0     | 3     | 0       | 0%     |
| Australia     | 1       | 0     | 1     | 0       | 0%     |
| Nuova Zelanda | 3       | 1     | 2     | 0       | 33,33% |
| Sudafrica     | 7       | 0     | 7     | 0       | 0%     |
| Tonga         | 1       | 0     | 1     | 0       | 0%     |
| Galles        | 1       | 0     | 1     | 0       | 0%     |
| Giappone      | 1       | 1     | 0     | 0       | 100%   |
| Totale        | 17      | 2     | 15    | 0       | 6,25%  |